# Tricalysia atherura
Espèce
Synonymes
- Tricalysia macrosiphon A.Chev.[1]

Statut de conservation UICN

 VU B2ab(iii) : Vulnérable
Tricalysia atherura N.Hallé est une espèce d'arbustes de la famille des Rubiacées et du genre Tricalysia, relativement rare, subendémique du Cameroun, également observée au Gabon.

## Distribution
Classée vulnérable (VU) sur la liste rouge de l'UICN, l'espèce a été observée en un seul endroit au Gabon (mont Babiel près de Bélinga) et sur plusieurs sites au Cameroun, d'abord neuf, puis seulement quatre : Région du Sud-Ouest (village de Kupé, mont Etinde) ; Région du Littoral  (Réserve forestière de Loum) ;  Région du Centre (mont Fébé, Yaoundé) ; Région du Sud (Ngoasé).